# جوایز انجمن منتقدان فیلم تورنتو ۲۰۲۳
جوایز انجمن منتقدان فیلم تورنتو ۲۰۲۳ (انگلیسی: Toronto Film Critics Association Awards 2023)، تجلیل از بهترین فیلم‌های منتشر شده در فیلم در ۲۰۲۳، در ۱۷ دسامبر ۲۰۲۳ اعلام شد.

## برندگان
برندگان در ابتدا و با علامت «پررنگ» و پس از آن نفرات دوم فهرست می‌شوند.
| بهترین فیلم | بهترین کارگردان |
| --- | --- |
| - منطقه دلخواه' - همه ما غریبه‌ها - قاتلان ماه گل | - جاناتان گلیزر – منطقه دلخواه' - مارتین اسکورسیزی – قاتلان ماه گل - ژوستین تریه – آناتومی یک سقوط |
| بازی برجسته | عملکرد مکمل برجسته |
| - لیلی گلادستون – قاتلان ماه گل به عنوان مولی کایل - زندرا هوله – آناتومی یک سقوط در نقش Sandra Voyter - پل جیاماتی – جاماندگان در نقش Paul Hunham - اندرو اسکات – همه ما غریبه‌ها در نقش آدم - اما استون – بیچارگان (فیلم) در نقش بلا باکستر - کوجی یاکوشو – روزهای عالی در نقش هیرایاما | - رایان گسلینگ – باربی (فیلم) به عنوان Ken - دیواین جوی رندالف – جاماندگان در نقش مریم بره - رابرت دنیرو – قاتلان ماه گل به عنوان ویلیام کینگ هیل - رابرت داونی جونیور – اوپنهایمر (فیلم) به عنوان لوئیس استراوز - گلن هاوتون – بلک‌بری (فیلم) در نقش Jim Balsillie - چارلز ملتون (بازیگر) – می دسامبر در نقش جو یو |
| عملکرد برجسته در یک فیلم کانادایی | عملکرد برجسته |
| - گلن هاوتون – بلک‌بری (فیلم) در نقش Jim Balsillie - جی باروشل – بلک‌بری (فیلم) به عنوان مایک لازاریدیس - تئودور پلرین – Solo در نقش سایمون | - تیانا تیلور – هزار و یک در نقش اینز د لا پاز. - چارلز ملتون (بازیگر) – می دسامبر در نقش جو یو - دومینیک سسا – جاماندگان در نقش آنگوس تولی |
| بهترین فیلمنامه اصلی | بهترین فیلمنامه اقتباسی |
| - گرتا گرویگ و نوآ بامبک – باربی (فیلم) - سلین سونگ – زندگی‌های گذشته - ژوستین تریه و آرتور هراری – آناتومی یک سقوط | - اریک راث و مارتین اسکورسیزی – قاتلان ماه گل - اندرو هیگ – همه ما غریبه‌ها - تونی مک نامارا – بیچارگان (فیلم) |
| بهترین انیمیشن بلند | بهترین فیلم بین‌المللی |
| - رویاهای ربات' - پسرک و مرغ ماهی‌خوار - مرد عنکبوتی: در میان دنیای عنکبوتی | - برگ‌های افتاده (Kuolleet lehdet) - آناتومی یک سقوط - منطقه دلخواه |
| بهترین فیلم اول | جایزه مستند آلن کینگ |
| - Rye Lane' - داستان آمریکایی - "زندگی‌های گذشته" | - ۲۰ روز در ماریوپل' - "یاد ابدی" - چهار دختر (فیلم ۲۰۲۳) - آواز قو |
| بهترین فیلم کانادایی راجرز | راجرز بهترین فیلم مستند کانادا |
| - بلکبری (فیلم)' - خون‌آشام انسان گرا در جستجوی رضایت فرد خودکشی (خون‌آشام انسان دوست cherche suicidaire consentant) - Solo | - آواز قو' - Rojek - کسی اینجا زندگی می‌کند |